# 阪神タイガースオリジナルDVDブック 猛虎烈伝
阪神タイガースオリジナルDVDブック 猛虎烈伝（はんしんタイガースオリジナルディーブイディーブック もうこれつでん）とは、阪神タイガースを題材にした講談社の書籍シリーズ（分冊百科）。2009年3月12日から、原則として隔週木曜日に発売されている。

## 概要
阪神球団による総監修の下に、70年以上に及ぶ同球団の歴史と名勝負の中から、1つのトピックに関する1枚のDVDと1冊のブックを1巻に所収。毎日放送とデイリースポーツが編集に協力している。
また、過去の名勝負を取り上げる「テーマ編」、1巻につき1人の名選手を取り上げる「選手編」、共通のテーマに該当する選手をまとめて紹介する「グループ編」でシリーズを構成。全50巻の発売を予定している。
定価は、第1号のみ790円。第2号以降は1790円（内税）である。シリーズの発売当初は、毎日放送のテレビ・ラジオで集中的にCMを放送したほか、同局の阪神戦中継や関連番組でシリーズの概要をたびたび紹介していた。

### DVD
- DVDソフトは毎日放送が製作。長年阪神タイガース担当記者（トラ番）を務めた改発博明（発売当初はデイリースポーツ主席編集委員、後に同紙編集局長）監修の特典映像「デイリートラ番記者が選ぶ　スカっとBEST50試合!」を、1巻につき1試合分挿入している。
- DVDソフトでは、毎日放送所蔵の記録映像を多用（一部例外あり）。同局の現役スポーツアナウンサー（森本栄浩や馬野雅行）がナレーションを務める。
- メインテーマの映像では、当シリーズの刊行に向けて特別に収録された関係者（元選手、同局の野球解説者を含む）へのインタビュー映像を随所に挿入。特典映像には、Tigers-aiの制作による当該試合の中継映像の一部が使われている。

### ブック
- 写真・文献・年表・デイリースポーツの記事などを織り交ぜた「特集」と、当該試合のボックススコア（デイリースポーツ掲載分）・改発による解説文を収めた「DVD特典映像を10倍楽しむ観戦ガイド」で構成される。
- 巻によっては、阪神タイガースファンの著名人が独断で（過去の選手を含む）ベストナインを選ぶ「猛虎党有名人FILE」や、阪神のチーム・個人記録や過去に在籍した選手のデータに関する「第2特集」が入ることもある。
- 現役の選手・指導者や、現在も生存中の元選手・指導者を「選手編」で取り上げる場合には、本人のサイン入り手形を「原寸大　男の手」として掲載している。

## 内容
1. 「テーマ編（1）　1985、2003、2005　優勝3連発!」
2. 「選手編（1）　頼むぞ!アニキ!!金本知憲」
3. 「テーマ編（2）　伝統の阪神vs巨人戦・全1712試合」
4. 「選手編（2）　20世紀最高の左腕江夏豊」
5. 「選手編（3）　涙と魂のストレート藤川球児」
6. 「選手編（4）　史上最強の一番打者真弓明信」
7. 「選手編（5）　我らのミスタータイガース掛布雅之」
8. 「選手編（6）　阪神を最も愛した助っ人ランディ・バース」
9. 「選手編（7）　最も美しいホームランを打った男田淵幸一」
10. 「グループ編（1）　時代を彩った歴代のエースたち①井川慶、藪恵壹、仲田幸司」
11. 「選手編（8）　生涯阪神　道一筋岡田彰布」
12. 「選手編（9）　マウンド上の格闘家下柳剛」
13. 「選手編（10）　2代目ミスタータイガース村山実」
14. 「テーマ編（3）　1985優勝!　そして悲願の日本一」
15. 「テーマ編（4）　猛虎を蘇らせた闘将　監督・星野仙一」
16. 「選手編（11）　一振りに生きた男川藤幸三」
17. 「選手編（12）　元祖”虎の左の守護神”山本和行」
18. 「選手編（13）　世界のSHINJYO新庄剛志」
19. 「テーマ編（5）　劇的サヨナラホームラン10連発」
20. 「グループ編（2）　反骨のエース小林繁&江本孟紀」

## 関連項
- MBSタイガースライブ・侍プロ野球（毎日放送）